# 櫻花會長
櫻花會長（日语：サクラプレジデント），是日本純種競賽馬匹。生涯活躍於中距離賽事，曾勝出札幌紀念及中山紀念，亦於朝日盃未來錦標及皋月賞中取得亞軍。

## 出賽前
2000年4月11日出生於北海道靜內町（今新日高町）谷岡牧場，成長途中被馬主公司Sakura Commerce Co. Ltd.購入。
其後交由美浦訓練中心練馬師小島太訓練。

## 競賽生涯

### 2歲
2002年8月11日出戰札幌競馬場2歲新馬戰，順利帶出之下於先頭位置維持穩定的走勢，最終於直路成功突破之下取得首勝。
其後出戰札幌兩歲錦標，本次比賽初段於先頭位置推進下在對面直路末段稍為墮後，通過最後彎道時處於約莫第六、七左右的位置。進入直路後，其於中檔成功望空並順利加速，最終跑出全場最快末腳下成功取得首個分級賽冠軍。
12月8日挑戰一級賽朝日盃未來錦標，但於出閘後隨即做出跳起的動作，導致大幅落後其他對手並被迫採用後上戰術。進入直路後，其成功於中後方內欄位置尋找到跑線突破，不斷追擊前方賽駒下僅未能超越一早透出的Eishin Champ，以頸位差距取得第二。

### 3歲
2003年首戰為春季錦標，於主戰騎師田中勝春被罰停賽也，由武幸四郎代打。比賽開始後，其以穩定的節奏保持於約莫第四的位置，通過第四彎道時候仍然處於此等待時機。進入直路後，其於中檔位置逐步推進並不斷加速，但仍然未能迫近變奏加速後率先衝出的新宇宙，最終被對手拉開1 1/4馬位落敗得第二。
其後挑戰皋月賞，本次比賽採用居中戰術，維持於內欄有遮擋的位置保留體力。進入直路後，其於抽出外檔位置望空加速，於中段和內欄突破的新宇宙展開激烈的纏鬥，但最終未能壓制對手下以頭位差距落敗，再度取得第二的戰績。
6月1日出戰東京優駿（日本打吡），但於比賽途中未能順利嚮應騎師田中的指揮，最終表現不佳之下僅跑獲第七。
進入夏季，陣營決定安排其出戰札幌紀念，亦為其首次和年長馬匹對決。比賽開始後，其順利保持於第八的中後方位置，並於第三彎道時候開始逐步向前取位，於第四彎道途中經已進佔第三的位置。進入直路後，其繼續於所在位置保持速度，轟出後600米33.7秒的速度之下成功壓制處於同樣位置的Air Eminem，以頸位優勢取得勝利。
秋季以神戶新聞盃作為首戰，面對其他對手下仍然可以取得第一人氣。比賽開始後，其一直處於較後方的位置，但於進入第四彎道前突然抽出外檔大幅加速取位，於彎道結束時經已進佔前方第四的位置。進入直路後，其輕鬆超越前方領放馬一度取得領先，但於中段逐漸力弱之下被荒漠英雄超越，最終繼續被拉開下以3 1/2馬位差距落敗取得第二。
其後挑戰菊花賞因為大長途適性不足而跑獲第九，於日本盃更因受到軟地影響以無法爆發以往的速度以第十四慘敗。

### 4歲
2004年首戰選擇為中山紀念，比賽初段繼續以穩定的節奏保持於中團位置，於第四彎道稍微發力尋找望空的位置。進入直路後，其成功於中檔位置展開突破，最終越走越有之下拉開後方的響尾蛇2 1/2馬位取得勝利，亦以1分44.9秒的完賽時間打破中山競馬場草地1800米跑道記錄。
贏得中山紀念後陣營原定安排其角逐安田紀念，但於賽前因健康狀態不佳而避戰並進入長期休養。
復出後以秋季天皇賞為目標，但於直路上未能於前方堅守位置，最終失速之下以第十四大敗。
而於賽後，陣營更發現其左前腳患有肌腱炎，於權衡利弊之下決定安排其退役。

### 詳細賽績
| 日期       | 舉辦國家 | 馬場 | 距離   | 級別 | 賽事名稱       | 負重 | 騎師     | 馬號 | 出馬 | 名次 | 時間            | 頭馬（二馬）    |
| ---------- | -------- | ---- | ------ | ---- | -------------- | ---- | -------- | ---- | ---- | ---- | --------------- | --------------- |
| 11/8/2002  | 日本     | 札幌 | 草1200 |      | 2歲新馬        | 53   | 田中勝春 | 9    | 16   | 1    | 1:10.8          | （My Joker）    |
| 28/9/2002  | 日本     | 札幌 | 草1800 | GIII | 札幌兩歲錦標   | 54   | 田中勝春 | 1    | 9    | 1    | 1:51.7          | （T M Rikisan） |
| 8/12/2002  | 日本     | 中山 | 草1600 | GI   | 朝日盃未來錦標 | 55   | 田中勝春 | 2    | 15   | 2    | 1:33.5          | Eishin Champ    |
| 23/3/2003  | 日本     | 中山 | 草1800 | GII  | 春季錦標       | 56   | 武幸四郎 | 5    | 16   | 2    | 1:48.4          | 新宇宙          |
| 20/4/2003  | 日本     | 中山 | 草2000 | GI   | 皋月賞         | 57   | 田中勝春 | 6    | 18   | 2    | 2:01.2          | 新宇宙          |
| 1/6/2003   | 日本     | 東京 | 草2400 | GI   | 東京優駿       | 57   | 田中勝春 | 1    | 18   | 7    | R2:29.6（36.4） | 新宇宙          |
| 24/8/2003  | 日本     | 札幌 | 草2000 | GII  | 札幌紀念       | 53   | 武豐     | 8    | 9    | 1    | 2:00.3          | （Air Eminem）  |
| 28/9/2003  | 日本     | 阪神 | 草2000 | GII  | 神戶新聞盃     | 56   | 武豐     | 9    | 13   | 2    | 2:00.1          | 荒漠英雄        |
| 26/10/2003 | 日本     | 京都 | 草3000 | GI   | 菊花賞         | 56   | 武豐     | 10   | 18   | 9    | 3.06.0          | 豐盈            |
| 30/11/2003 | 日本     | 東京 | 草2400 | GI   | 日本盃         | 55   | 武豐     | 3    | 18   | 14   | 2:31.4          | 跳舞城          |
| 29/2/2004  | 日本     | 中山 | 草1800 | GII  | 中山紀念       | 57   | 武豐     | 1    | 14   | 1    | 1:44.9          | （響尾蛇）      |
| 31/10/2004 | 日本     | 東京 | 草2000 | GI   | 秋季天皇賞     | 58   | 松永幹夫 | 9    | 17   | 14   | 2:00.8          | 荒漠英雄        |

## 退役後
退役後，櫻花會長成為了配種馬，於北海道靜內町（今新日高町）Rex Stud休養，在2005年進行配種。首批子嗣於2006年出生，可於2008年出賽。2013年3月2日，櫻花福音在海洋錦標取勝，成為首匹勝出分級賽的子嗣。
2018年被轉移至同町的新和牧場休養，並於2019年由配種馬退役。
2024年3月15日，於休養地內因衰老以24歲之齡死亡。

### 主要子嗣

#### 分級賽優勝子嗣
2008年生
- 櫻花福音（兩次海洋錦標、京王盃春季盃）

2010年生
- Sakura Plaisir（百花盃）

## 血統簡介
父系週日寧靜是美國三冠賽雙冠馬，退役後在日本配種，在日本馬壇相當成功，贏得多項分級賽事，其子嗣贏得巨額獎金，連續12年成為日本冠軍種馬。祖父Halo爲美國賽駒，曾贏得一級賽冠軍，爲美國冠軍種馬。
母系Sedan Forever為日本馬匹，生涯無出賽記錄。外祖父丸善斯基爲日本賽駒，生涯八戰全勝，因其無敵的領放戰術令其於八場賽事中總計拋離對手61馬位而被稱爲「超級跑車」，更於1990年成爲日本中央競馬會第20匹殿堂馬。

### 血統表
| 父線：週日寧靜系（Halo系）            |                             |                 |                |
| 種馬 週日寧靜 1986年（棕色）          | Halo 1969年（棕色）         | Hail to Reason  | Turn-to        |
| 種馬 週日寧靜 1986年（棕色）          | Halo 1969年（棕色）         | Hail to Reason  | Nothirdchance  |
| 種馬 週日寧靜 1986年（棕色）          | Halo 1969年（棕色）         | Cosmah          | Cosmic Bomb    |
| 種馬 週日寧靜 1986年（棕色）          | Halo 1969年（棕色）         | Cosmah          | Almahmoud      |
| 種馬 週日寧靜 1986年（棕色）          | Wishing Well 1975年（棗色） | Understanding   | Promised Land  |
| 種馬 週日寧靜 1986年（棕色）          | Wishing Well 1975年（棗色） | Understanding   | Pretty Ways    |
| 種馬 週日寧靜 1986年（棕色）          | Wishing Well 1975年（棗色） | Mountain Flower | Montparnasse   |
| 種馬 週日寧靜 1986年（棕色）          | Wishing Well 1975年（棗色） | Mountain Flower | Edelweiss      |
| 繁殖雌馬 Sedan Forever 1987年（棗色） | 丸善斯基 1979年（棗色）     | 尼真斯基        | 北地舞人       |
| 繁殖雌馬 Sedan Forever 1987年（棗色） | 丸善斯基 1979年（棗色）     | 尼真斯基        | Flaming Page   |
| 繁殖雌馬 Sedan Forever 1987年（棗色） | 丸善斯基 1979年（棗色）     | Shill           | Buckpasser     |
| 繁殖雌馬 Sedan Forever 1987年（棗色） | 丸善斯基 1979年（棗色）     | Shill           | Quill          |
| 繁殖雌馬 Sedan Forever 1987年（棗色） | Sakura Sedan 1972年（棗色） | Sedan           | Prince Bio     |
| 繁殖雌馬 Sedan Forever 1987年（棗色） | Sakura Sedan 1972年（棗色） | Sedan           | Staffa         |
| 繁殖雌馬 Sedan Forever 1987年（棗色） | Sakura Sedan 1972年（棗色） | Swanswood Grove | Grey Sovereign |
| 繁殖雌馬 Sedan Forever 1987年（棗色） | Sakura Sedan 1972年（棗色） | Swanswood Grove | Fakhry         |
| 雌系：號族：16-a                      |                             |                 |                |
| 五代內近親交配：Mahmoud 5×5           |                             |                 |                |

## 命名由來
名字中，Sakura（サクラ）為馬主Sakura Commerce Co. Ltd.的冠名，出自其公司名字，意思即是「櫻花」，President（プレジデント）就是「會長」的意思。

## 外部連結
- 櫻花會長 netkeiba.com （页面存档备份，存于）
- 血統表 （页面存档备份，存于）